# ディミトリオス1世 (コンスタンディヌーポリ総主教)
ディミトリオス1世総主教（ギリシャ語 Πατριάρχης Δημήτριος、英語 Patriarch Demetrius I　1914年9月8日 - 1991年10月2日）は、1972年7月16日から1991年までコンスタンディヌーポリ総主教に在位した。

## 生涯
総主教に選立（せんりつ）される前は、イムヴロスの府主教として奉職していた。イスタンブールに生まれ、イスタンブールで永眠している。
1983年5月、日本ハリストス正教会のフェオドシイ永島府主教が、ギリシャ正教会の主教会議、およびコンスタンディヌーポリの総主教庁を訪問した際、ディミトリオス1世と会見した。